# Gesche Meiburg

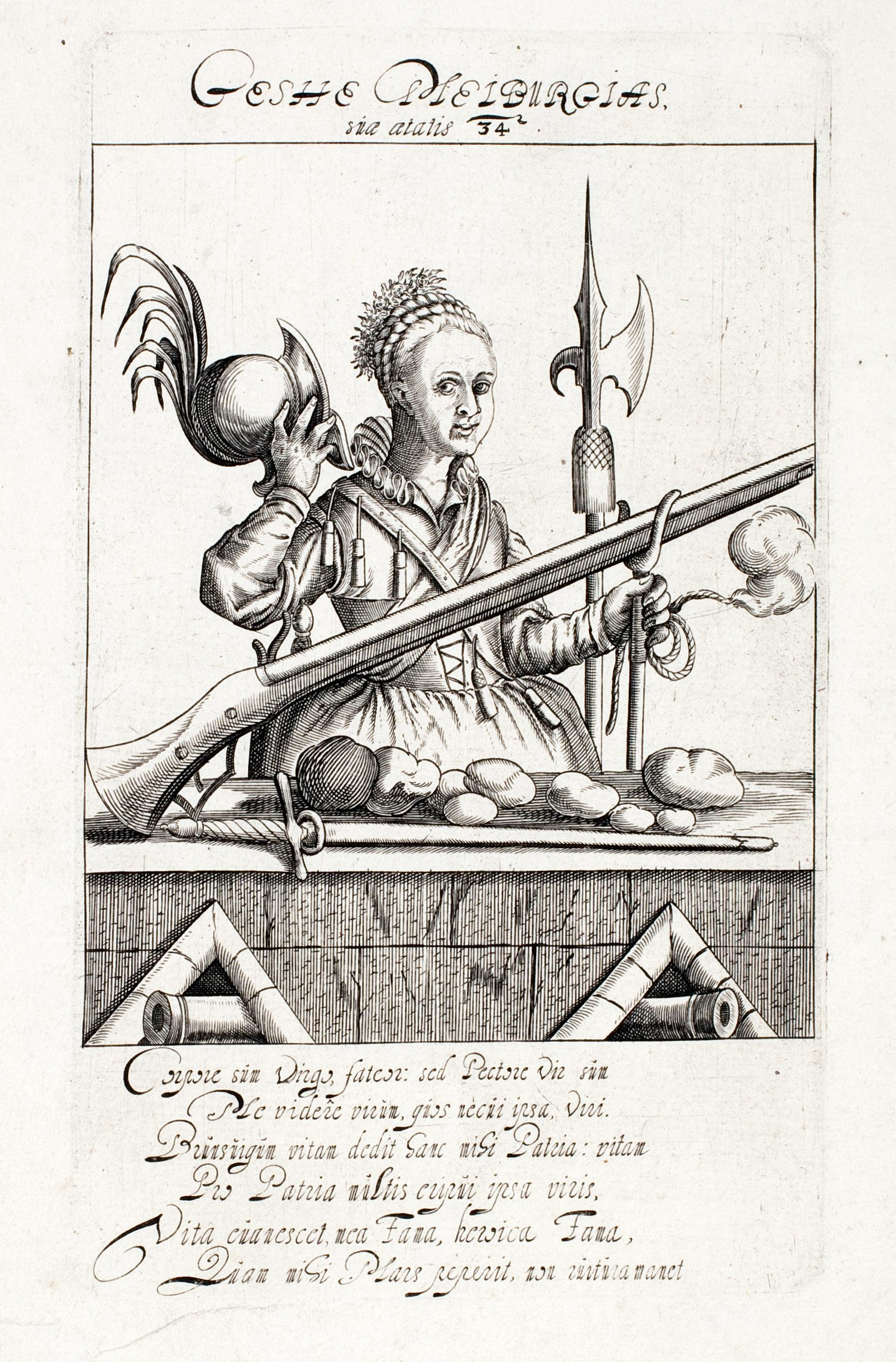
Flugblatt von 1615: GESHE [sic] MEIBURGIAS. / suae aetatis 34 („Gesche Meiburg. 34 Jahre alt“). Dargestellt auf einer Mauer stehend mit Eisenhut, brennender Lunte, Muskete mit Stellgabel, Hellebarde, Steinen als Wurfgeschossen und Schwert. Darunter in Latein ein Text (siehe unter „Flugblätter“).

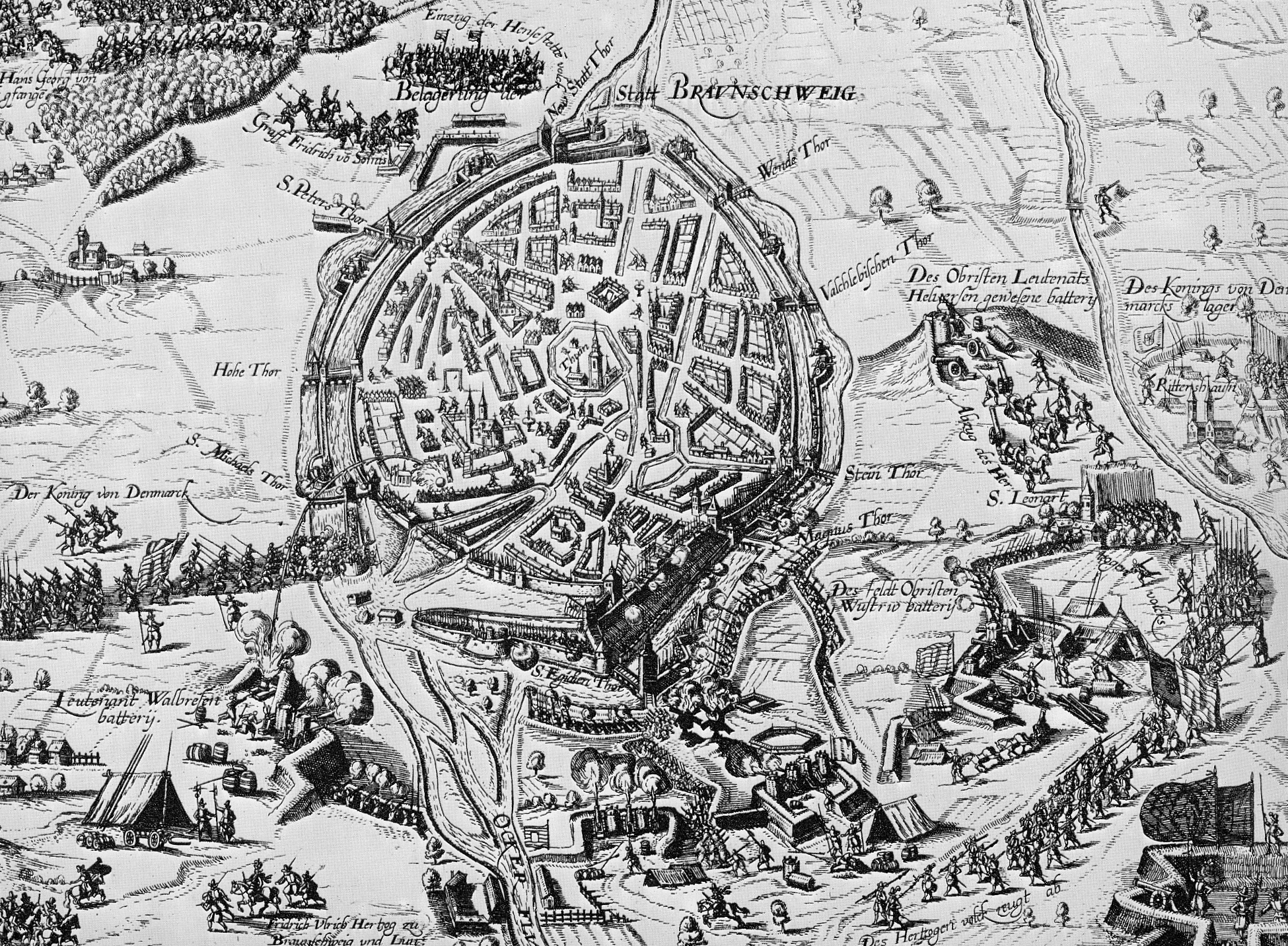
Belagerung im Sommer 1615. Das Magnitor, an dem Gesche Meiburg kämpfte, befindet sich auf der 5-Uhr-Position.

Gesche Meiburg (* um 1581 in Braunschweig; † 30. April 1617 ebenda), auch Gesche oder Geßke Magdeburg genannt, wurde dadurch bekannt, dass sie bei der 13. und schwersten Belagerung in der Geschichte der Stadt Braunschweig durch die Truppen Herzog Friedrich Ulrichs von Braunschweig-Wolfenbüttel in den frühen Morgenstunden des 14. September 1615 zusammen mit mehreren anderen Braunschweiger Frauen am Kampf gegen die Belagerer aktiv teilnahm und so mithalf, die Stadt vor der Eroberung zu bewahren. Sie ging dadurch als Braunschweigische Heldenjungfrau  oder Jeanne d’Arc von Braunschweig in die Stadtgeschichte ein.

## Leben
Über das Leben der unverheirateten Tochter des Lakenmachers Peter von Magdeburg, die Hagenbrücke 11 wohnte, ist fast nichts bekannt – außer dem, was durch zeitgenössische Flugblätter und Lobgedichte überliefert ist.

### Belagerung der Stadt Braunschweig im Sommer 1615
Die Herzöge von Braunschweig-Lüneburg und Braunschweig-Wolfenbüttel versuchten im Mittelalter und der frühen Neuzeit mehrfach, die Stadt Braunschweig in ihren Besitz zu bringen, so auch im Sommer 1615. Vom 22. Juli bis zum 2. November 1615 wurde die Stadt von herzoglichen Truppen belagert. Diesmal schien die Bedrohung größer als sonst zu sein, denn Braunschweig konnte nicht auf Entsatz durch Truppen der Hanse, zu der Braunschweig gehörte, hoffen.
Anfang September wurde die Lage für die eingeschlossene Bevölkerung immer bedrohlicher, denn die Stadt wurde unter anderem vom Giersberg und den Schanzen auf dem Nußberg beschossen. Da diese über dem Niveau der Innenstadt liegen, hatten die feindlichen Truppen freies Schussfeld, richteten großen Schaden an und töteten viele Bewohner. Darüber hinaus versuchte man über zahlreiche Gräben so nahe wie möglich an die Befestigungswälle der Stadt zu gelangen, um diese entweder zu untergraben oder zu stürmen.
In der Nacht auf den 13. September 1615 schien die Eroberung der Stadt unmittelbar bevorzustehen. Die herzoglichen Truppen bereiteten sich vor, die Befestigungsanlagen der Stadt Braunschweig beim südöstlich gelegenen Magnitor im Weichbild Altewiek zu stürmen. Es erging deshalb der Aufruf an alle Bürger, auch an die Frauen, bei der Verteidigung Braunschweigs mitzuhelfen. Und tatsächlich leisteten viele Frauen diesem Aufruf Folge und griffen selbst zu den Waffen, um aktiv in die Kampfhandlungen einzugreifen. Die bekannteste unter ihnen war die 34-jährige Gesche Meiburg, die der Überlieferung nach oben auf dem Wall mit Schwert und Muskete gegen die Angreifer kämpfte, wobei sie nicht nur mehrere Gegner getötet haben soll, sondern auch ihre Mitstreiterinnen immer wieder anspornte, es ihr gleichzutun.
Dem angreifenden Herzog Friedrich Ulrich wurde berichtet:

„Ein Weib, welches tapfer gewehret, hat uns bei dem Einfall auf den Wall mit Steinwerfen und dem Schlachtschwerdt großen Schaden gethan, hat keine Brustwehr zu ihrem Vortel gehabt, sondern ganz offenbar auff dem Walle gestanden, hat den [Braunschweiger] Soldaten zugeruffen: sie solten nur getrost zu schießen, und sich tapfer wehren, so lange sie bey ihnen were, hette es gar keine Gefahr, seind wie der Fendrich [Fähnrich] berichtet in 500 Schüsse mit Musqueten nach ihr gethan, aber alles vergeblich, ist ohne Zweifel Petrus oder ein Engel gewesen.“

Der Angriff scheiterte schließlich und einige Tage später trafen doch noch hansisch-niederländische Truppen unter Führung von Graf Friedrich zu Solms-Rödelheim zum Entsatz der Stadt ein. Am 14. Oktober 1615 sprengten sie den Belagerungsring um Braunschweig. Am 2. November 1615 gab Herzog Friedrich Ulrich die Belagerung auf und zog sich wieder in seine Residenz Wolfenbüttel zurück. Der Konflikt wurde unter Vermittlung des Lübecker Bürgermeisters Heinrich Brockes I. noch im Dezember 1615 endgültig beigelegt.

### Flugblätter
Die aktive Teilnahme an den Kampfhandlungen und vor allem der selbstlose Einsatz Gesche Meiburgs waren so außergewöhnlich, dass bereits kurz darauf mindestens vier illustrierte und kolorierte Flugblätter (in Deutsch zwei in Lübeck, eins in Augsburg gedruckt sowie eines mit lateinischem Text) mit Berichten (zum Teil in Gedichtform) der „Braunschweiger Heldenjungfrau“ über die Grenzen der Stadt hinaus in Umlauf kamen. So berichtete bereits nur einen Tag nach dem Ereignis, am 15. September, die im nahe gelegenen Wolfenbüttel erscheinende „Wahrhaftige Newe Zeitung“ von ihrer Furchtlosigkeit sowie ihrer übernatürlichen anmutenden Unverwundbarkeit.
Ein Flugblatt enthielt in Latein die sechs Zeilen:
Corpore sum Virgo, fateor: sed Pectore Vir sum

Me videre virum, quos necui ipsa, Viri.

Brunsuigum vitam dedit hanc mihi Patria: vitam

Pro Patria multis eripui ipsa viris.

Vita euanescet, mea Fama, heroica Fama,

Quam mihi Mars peperit, non ruitura manet.
Körperlich bin ich, ich gesteh’s, eine Jungfrau

Doch im Herzen bin ich ein Mann: mich haben als Mann die Männer gesehen, die ich eigenhändig getötet habe.

Die Vaterstadt Braunschweig gab mir dieses Leben; das Leben

Habe ich für meine Vaterstadt vielen Männern persönlich geraubt.

Das Leben wird dahinschwinden, aber mein Ruhm, mein Heldenruhm

Den mir Mars verschafft hat, wird unvergänglich bestehen bleiben.

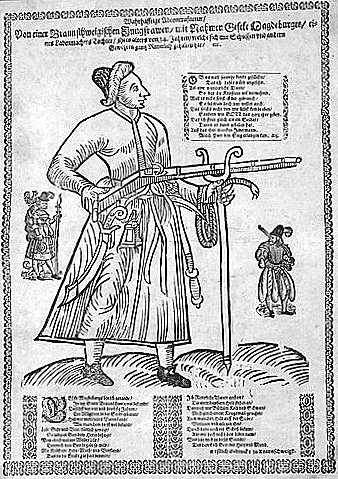
Wahrhafftige Abcontrafactur, Von einer Braunschweigischen Jungfrawen, mit Nahmen Gescke Magdeburges …

Im Folgejahr 1616 erschien der Kriegsbericht „Braunschweygische Kriegshandlung“, in dem es heißt:

„Auf dem Wall hat auch eine unverheiratete Weibsperson Geßke Magdeburgs genannt von 34 Jahren alt, mit einem Schwert, Streithammer und Muskete armiert, sich ritterlich gehalten und manchen Kriegsmann beschädigt und das Licht ausgeblasen, nach welcher hinwider viele Schüsse geschehen, aber unverletzt blieben.“

Gesche Meiburgs Name ging für alle Zeiten in die Geschichte ein. Das von dem Augsburger Briefmaler Daniel Döring gedruckte Flugblatt zeigt sie im Kampf gegen die feindlichen Truppen und trägt darunter ein längeres Gedicht mit den Anfangs- und Endzeilen:

„Ich Gesche Meiburg so genandt, / In der Statt Braunschweig wol bekandt / … / Ich solche Thaten hab gethan / Die einem Helden wohl anstahn / … / Das man noch wird in manchen Tagen, / Von Braunschweigischen Weibern sagen.“